# Phtheochroa primula
Phtheochroa primula es una especie de polilla de la familia Tortricidae. 

## Distribución
Se encuentra en México en el volcán Popocatépetl.